# Okarec
Okarec (německy Wokaretz, Okaretz) je obec v okrese Třebíč v kraji Vysočina. Leží východně od města Třebíče, asi 5 km západně od Náměště nad Oslavou. Žije zde 106 obyvatel.
Sousedními obcemi sídla jsou Ocmanice, Vícenice u Náměště nad Oslavou, Třesov, Hartvíkovice, Studenec a Zahrádka.

## Geografie
Ze západu na východ vede přes území obce podél severní hranice území obce silnice I/23 z Vladislavi do Náměště nad Oslavou, východně od zastavěného území obce vede jižně ze silnice I/23 silnice II/399 do Třesova a západně z této silnice vede přes zastavěné území obce silnice dále do Studence. Ze zastavěného území obce vede užitková silnice podél východní hranice území obce k motorestu Wims a k silnici I/23 a východně ze zastavěného území obce vychází užitková silnice k průmyslovému areálu a dále k silnici II/399. Ze západu na východ vede přes zastavěné území obce cyklostezka 5106, ta se na východním okraji území obce spojuje s cyklostezkou 5108. Na severním okraji území obce prochází železniční trať Brno–Jihlava. 
Velká část území obce je využívána zemědělsky, na severozápadním okraji území obce se nachází souvisle zalesněná oblast. Zalesněná oblast se nachází na východním okraji území obce kolem toku Okareckého potoka. Východně od zastavěného území obce se nachází průmyslový areál nedaleko někdejší tvrze. 
Několik kilometrů západně od zastavěného území obce pramení Okarecký potok, ten pak tvoří část západní hranice území obce, následně u okraje zastavěného území obce protéká přes rybník Poulík, kde se do něj vlévá nepojmenovaný potok. Okarecký potok pak teče regulovaným i neregulovaným korytem dále východně, kde se do něj z jihu vlévá nepojmenovaný potok. Na části neregulovaného toku Okareckého potoka se nachází severně od zastavěného území obce velký rybník Netušil, skrz něj pokračuje tok do Maršoveckého potoka. Na regulované části Okareckého potoka se nachází rybník Čikovec a další nepojmenovaný rybník, následně pak Okarecký potok pokračuje do rybníků Velké a Malé Rozběhlo, který se nachází těsně za východní hranicí území obce, po průtoku pak Okarecký potok pokračuje dále východně a po několika kilometrech ústí u Náměště nad Oslavou do Oslavy. Asi 5 km severně od zastavěného území obce pramení Maršovecký potok, který protéká přes několik rybníků severně od území obce a následně protéká již na území obce přes rybníky Bahno a Dubovec a následně ústí do Okareckého potoka. 
Území obce je rovinaté, nejvyšší bod dosahuje 436 metrů nad mořem jižně od obce, severně od obce pak dosahuje mírně zvlněná krajina cca 420 metrů nad mořem. 
Zastavěná část území obce se nachází na západním okraji území obce, mírně východně od zastavěného území obce se nachází průmyslový areál firmy Agrochema v někdejším dvorci s tvrzí. U rybníka Čikovec se nachází několik chat, u rybníka Netušil se také nachází chaty. U rybníka Dubovec se nachází rekreační středisko. Na severním okraji území obce se u silnice I/23 nachází hájenka na Vyhlídce s restaurací, jižně od hájenky se nachází chatová a zahrádkářská oblast. Za severozápadním okrajem území obce se nachází motorest Wims a několik průmyslových hal.

## Název
České jméno Okarec (dříve též Hekartice, Okkarcz, Okarecz, Okerz, Occrzan) vzniklo z německého Okarts ("Okartova"), jehož základem bylo osobní jméno Okart, varianta jména Otkar či Otker. Nejstarší doklad vztahující se k roku 1104 má podobu Hekkartici, jeho zakončení (-ici) ukazuje na původní (české) pojmenování obyvatel vsi s významem "Hekkartovi (tj. zřejmě Okartovi) lidé".

## Historie
První zmínka o obci se nachází v zakládací listině třebíčského kláštera a pochází z roku 1104, v listině je zmíněna vesnice Hekartice, tj. Okarec. V roce 1349 zakoupil statky v Okarci Ondřej z Okarce, následně majetky zdědil Jindřich z Okarce a ten pak roku 1381 spojil své statky s Ondřejem z Pyšela, který se následně jmenoval Ondřejem z Okarce. V roce 1407 zdědil vesnici Vlček z Okarce, v roce 1434 zdědila vesnici Vlčkova sestra Markéta z Říčan a její synové Artleb a Ondřej a v roce 1437 Markéta z Dobré Vody se spojila s Markétou z Říčan a spojily majetky v Okarci a Vlčatíně. V roce 1446 již byl majitelem Okarce, Pyšele, Hartvíkovického kostela, kaple a mlýna v Hartvíkovicích Ondřej z Okarce.
Po jeho smrti zdědil majetky Václav z Okarce, který zemřel bezdětný a tak se o majetek přihlásili pánové z Mírova a Říčanští pánové. V roce 1476 byl majitelem Okarce Zikmund Válecký z Mírova a Okarce, roku 1480 pak Okarec, Říčánky, Pyšel, Hartvíkovice a kapli ve Vícenicích vlastnili Zikmund z Mírova a Markvart z Mírova. V roce 1481 pak Okarec vlastnil opět už pouze Zikmund Válecký. V roce 1497 připojil k Okarci také Vlčatín, Pozďatín, Hroznatín a Bochovice. Zemřel kolem roku 1500 a jeho majetky zdědil jeho bratr Markvart, následně jeho majetky zdědil jeho syn Vilém Válecký z Mírova a posléze majetky zdědila Mandalena z Mírova s manželem Znatem z Lomnice. Ti roku 1556 s Burianem Osovským z Doubravice vyměnili Okarec, Pyšel, Říčánky a statky v Hartvíkovicích za Říčany u Rosic, ten záhy předal nově nabyté majetky a Pozďatín, Vlčatín, Bochovice, Hroznatín a část Popůvek Oldřichovi z Lomnice]a tak se Okarec stal součástí náměšťského panství.
V témže roce Oldřich z Lomnice zakoupil také od Vratislava z Pernštejna Sedlec, část Hartvíkovic, Třesov, Kozlany, Studenec, Koněšín, Smrk, Kojatín a hrady Kokštejn a Kozlov, v roce 1560 zakoupil ještě hrad Lamberk, tvrz v Březníku a Kuroslepech. Dalším majitelem náměšťského panství byl Jan z Žerotína, který přikoupil ještě Rosice, v roce 1570 přikoupil také Batouchovice a roku 1573 i Kralice, Lhotice, Kuroslepy, Březník, Jakubov a hrad Kraví Hora. Jan z Žerotína zemřel roku 1583, jeho synové zdědili panství, majetku se ujal Jan Diviš, ten zemřel roku 1616, ale již roku 1613 se majetku ujal druhý syn Karel starší z Žerotína, který roku 1615 přikoupil také Jinošov. V roce 1614 se oženil s Kateřinou z Valdštejna a získal tak vládu nad Třebíči. Karel však byl pronásledován a nakonec byl donucen odejít do exilu a jeho majetky odkoupil Albrecht z Valdštejna a ten jej předal Janovi Baptistovi z Verdenberka, po něm panství zdědil jeho syn Ferdinand, ten roku 1649 přikoupil k panství Jasenici. Po jeho smrti získal právo nakládat s panstvím jeho synovec Alexandr, následně pak majetky získal jeho syn Jan Filip z Verdenberka, jeho syn zemřel předčasně a tak po něm panství zdědil Václav Adrian z Enckevoirtu, po něm pak část panství zdědila Marie Františka Koloničová a další část pravnučky Kamily z Verdenberka. V roce 1743 pak panství zakoupila Františka z Kufštejna, manželé z Kufštejna však brzy zemřeli a roku 1752 zakoupil panství Bedřich Vilém z Haugvic a Biskupic, Haugvicové vlastnili panství až do roku 1945.
V roce 1924 byly založeny spolky Otčina a Domovina.
Do roku 1849 patřil Okarec do náměšťského panství, od roku 1850 patřil do okresu Moravský Krumlov, pak od roku 1868 do okresu Třebíč, mezi lety 1949–1960 do okresu Velká Bíteš a od roku 1960 do okresu Třebíč. Mezi lety 1850 a 1919 patřil Okarec pod Studenec a mezi lety 1980 a 1990 byla obec začleněna opět pod Studenec, následně se obec osamostatnila.
| Rok            | 1869 | 1880 | 1890 | 1900 | 1910 | 1921 | 1930 | 1950 | 1961 | 1970 | 1980 | 1991 | 2001 | 2018 | 2023 |
| Počet obyvatel | 139  | 175  | 195  | 200  | 219  | 210  | 219  | 161  | 170  | 177  | 150  | 134  | 126  | 115  | 105  |

## Politika

### Volby do Poslanecké sněmovny
|       | 2006               | 2010               | 2013               | 2017              | 2021                  |
| ----- | ------------------ | ------------------ | ------------------ | ----------------- | --------------------- |
| 1.    | ČSSD (42,85 %)     | ČSSD (27,84 %)     | KSČM (31,08 %)     | ANO (24,28 %)     | ANO (23,37 %)         |
| 2.    | ODS (31,42 %)      | KSČM (20,25 %)     | ČSSD (20,27 %)     | SPD (22,85 %)     | SPD (16,88 %)         |
| 3.    | KSČM (10,0 %)      | VV (12,65 %)       | ANO 2011 (17,56 %) | KSČM (20,0 %)     | Piráti+STAN (15,58 %) |
| účast | 68,93 % (71 z 103) | 75,96 % (79 z 104) | 74,75 % (74 z 99)  | 71,43 % (70 z 98) | 75,00 % (78 z 104)    |

### Volby do krajského zastupitelstva
|      | 1.             | 2.                          | 3.                    | účast              |
| ---- | -------------- | --------------------------- | --------------------- | ------------------ |
| 2000 | KSČM (22,22 %) | SNK (18,51 %)               | 4KOALICE (18,51 %)    | 31,37 % (32 z 102) |
| 2004 | ODS (34,21 %)  | ČSSD (26,31 %)              | KSČM (15,78 %)        | 36,53 % (38 z 104) |
| 2008 | ČSSD (50,76 %) | KSČM (24,61 %)              | ODS (15,38 %)         | 61,32 % (65 z 106) |
| 2012 | KSČM (40 %)    | ČSSD (25,71 %)              | ODS (8,57 %)          | 41 % (41 z 100)    |
| 2016 | KSČM (27,08 %) | ČSSD (20,83 %)              | SPD + SPO (18,75 %)   | 50 % (48 z 96)     |
| 2020 | ANO (30,76 %)  | STAN+SNK ED (17,94 %)       | SPD (15,38 %)         | 39,22 % (40 z 102) |
| 2024 | ANO (46,15 %)  | SPD+Trikolora+PRO (15,38 %) | STAN+SNK ED (15,38 %) | 27,37 % (26 z 95)  |

### Prezidentské volby
V prvním kole prezidentských voleb v roce 2013 první místo obsadil Miloš Zeman (32 hlasů), druhé místo obsadil Jiří Dienstbier (14 hlasů) a třetí místo obsadil Karel Schwarzenberg (10 hlasů). Volební účast byla 75,00 %, tj. 72 ze 96 oprávněných voličů. V druhém kole prezidentských voleb v roce 2013 první místo obsadil Miloš Zeman (57 hlasů) a druhé místo obsadil Karel Schwarzenberg (15 hlasů). Volební účast byla 74,49 %, tj. 73 ze 98 oprávněných voličů.
V prvním kole prezidentských voleb v roce 2018 první místo obsadil Miloš Zeman (46 hlasů), druhé místo obsadil Jiří Drahoš (12 hlasů) a třetí místo obsadil Marek Hilšer (4 hlasů). Volební účast byla 69,39 %, tj. 68 ze 98 oprávněných voličů. V druhém kole prezidentských voleb v roce 2018 první místo obsadil Miloš Zeman (59 hlasů) a druhé místo obsadil Jiří Drahoš (17 hlasů). Volební účast byla 75,25 %, tj. 76 ze 101 oprávněných voličů.
V prvním kole prezidentských voleb v roce 2023 první místo obsadil Andrej Babiš (25 hlasů), druhé místo obsadil Petr Pavel (18 hlasů) a třetí místo obsadila Danuše Nerudová (12 hlasů). Volební účast byla 64,65 %, tj. 64 ze 99 oprávněných voličů. V druhém kole prezidentských voleb v roce 2023 první místo obsadil Petr Pavel (35 hlasů) a druhé místo obsadil Andrej Babiš (30 hlasů). Volební účast byla 65,66 %, tj. 65 ze 99 oprávněných voličů.

## Zajímavosti a pamětihodnosti
Ve vsi byla tvrz ze 14. století, nacházela se v centru vesnice na místě pozdějšího panského dvora. Tvrz je písemně zmíněna pouze v roce 1446, mohla existovat již ve 14. století, kdy vesnici zakoupil od třebíčského kláštera Ondřej z Okarce, v roce 1556 zakoupil vesnici i s tvrzí Oldřich z Lomnice a vesnice se stala součástí náměšťského panství a tvrz tak zanikla.

## Galerie

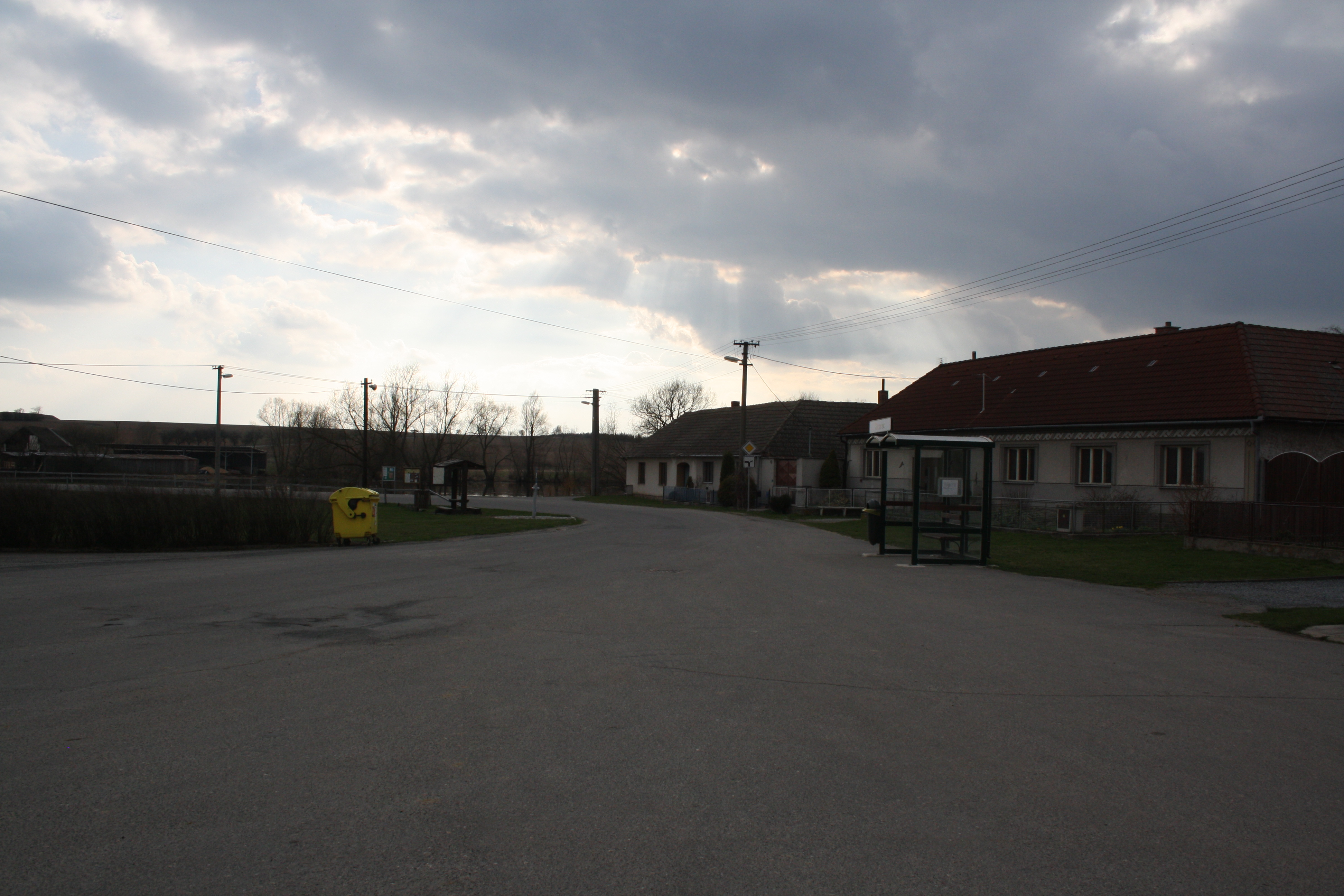
Náves
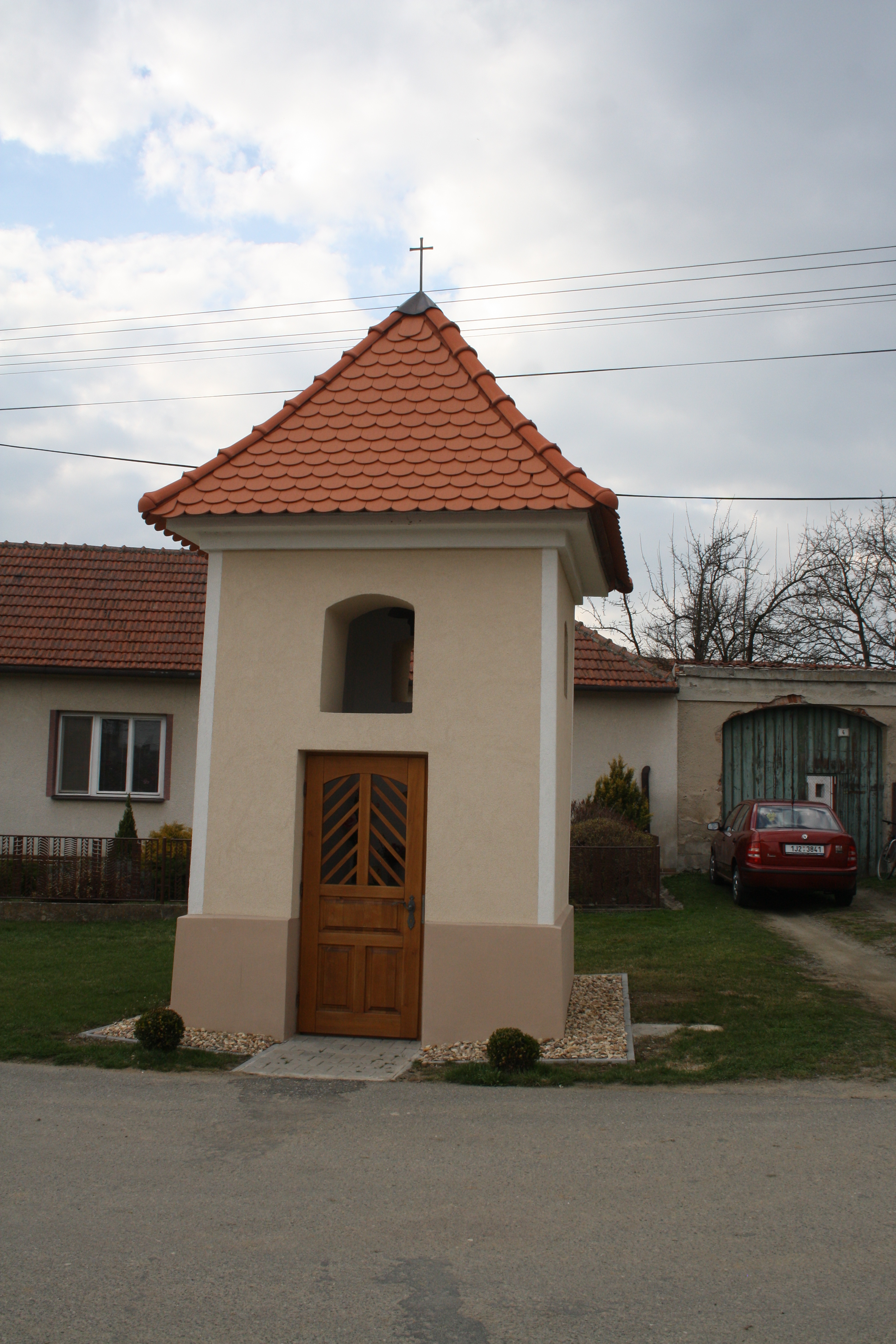
Kaple
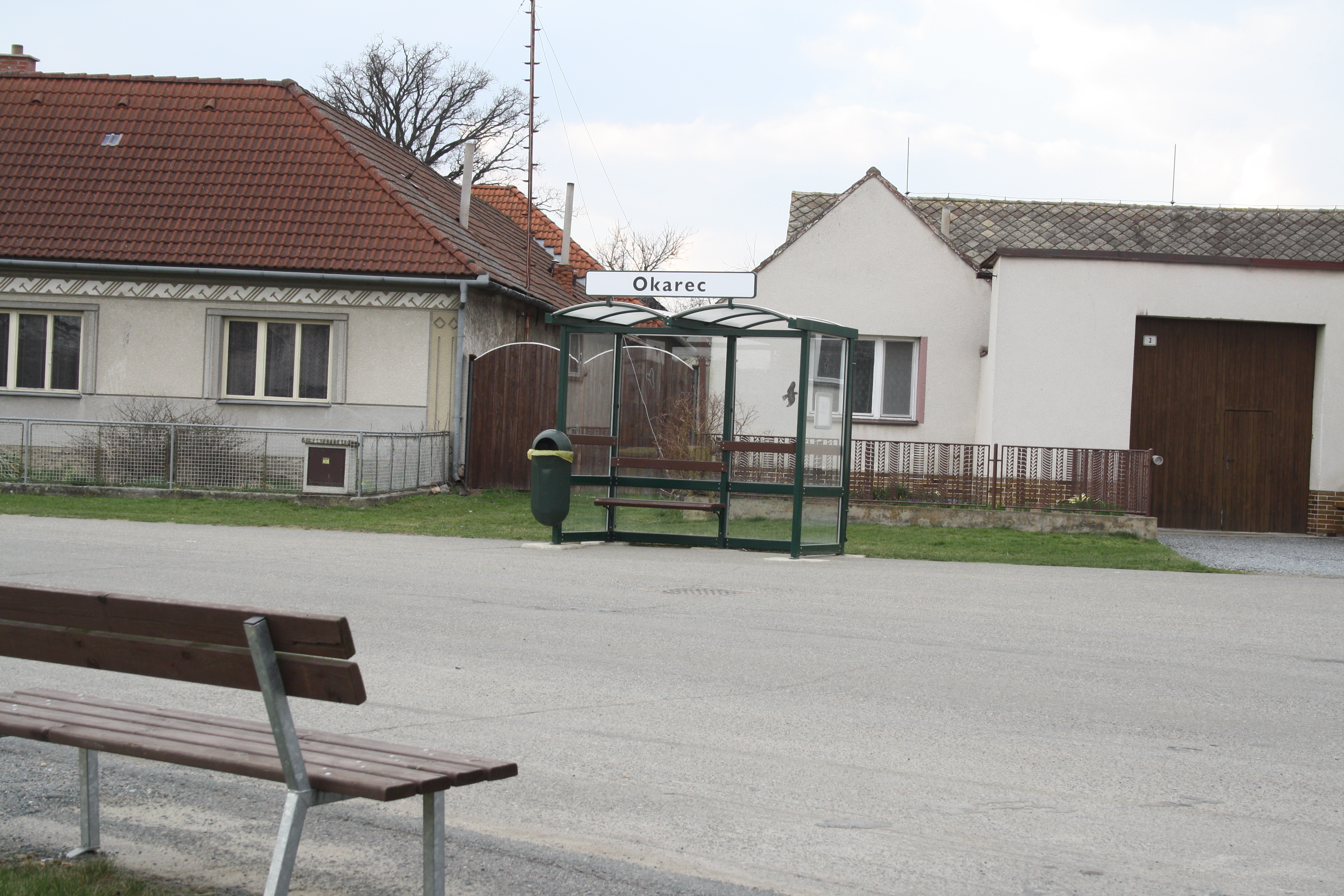
Autobusová zastávka
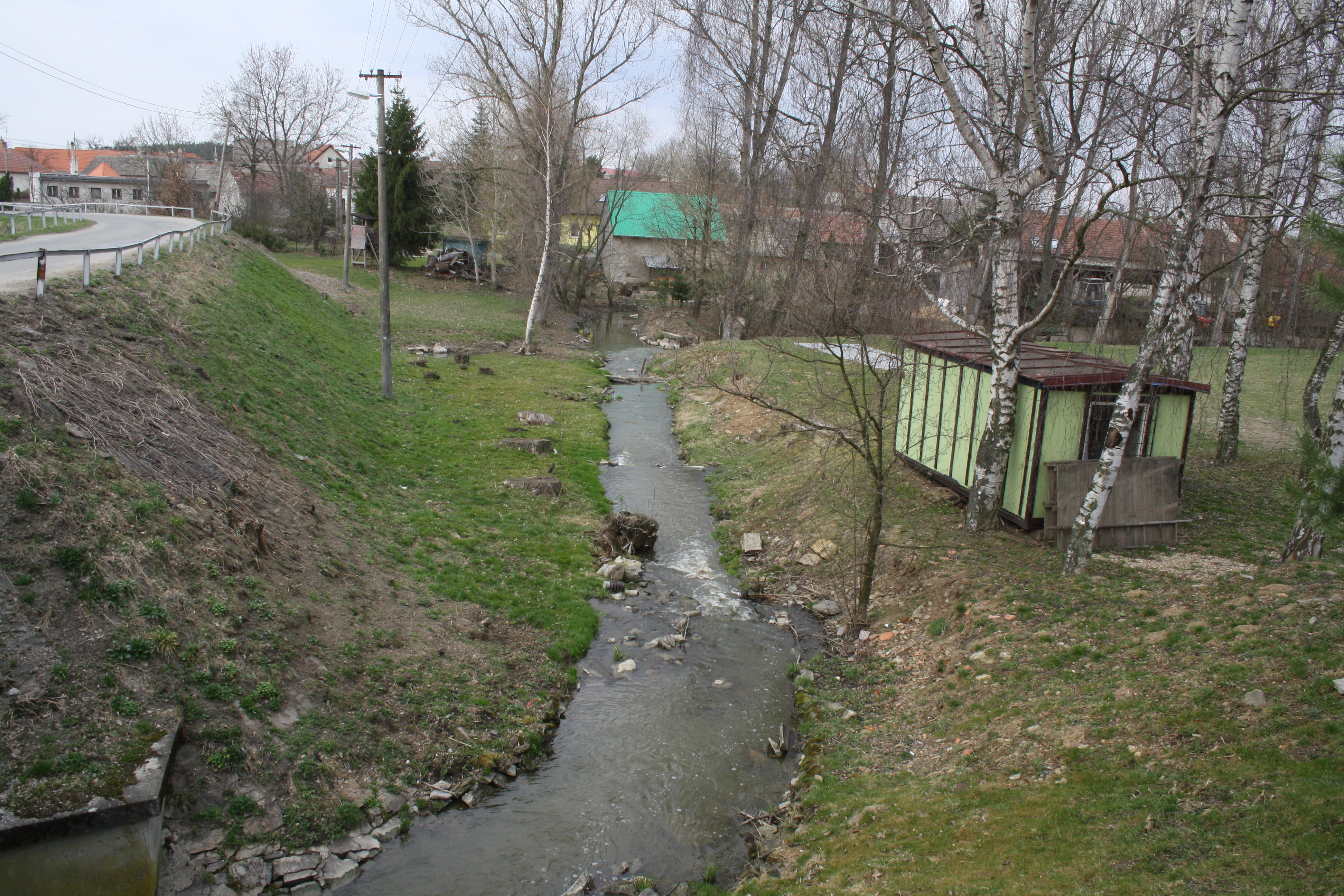
Potok
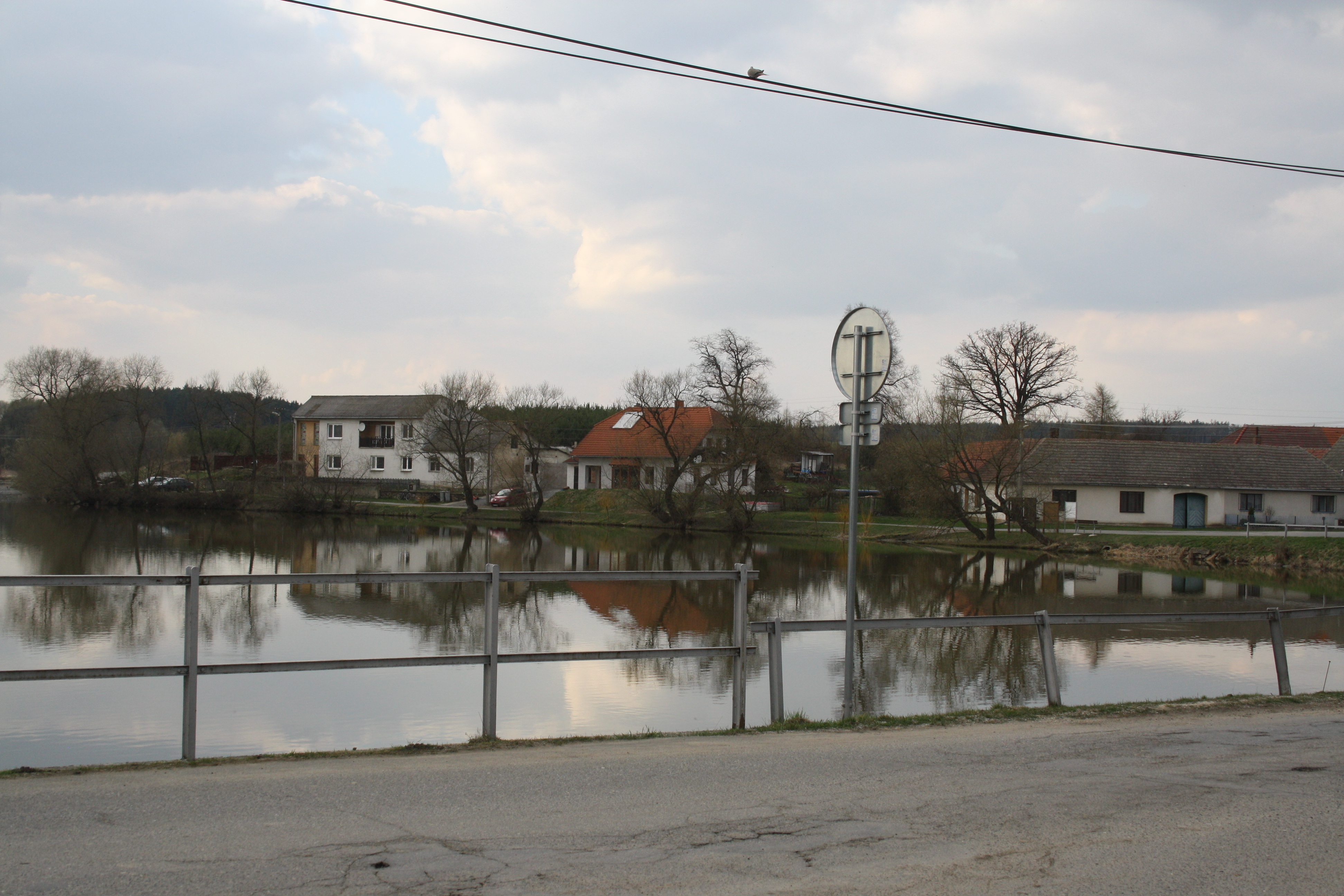
Rybník Poulík
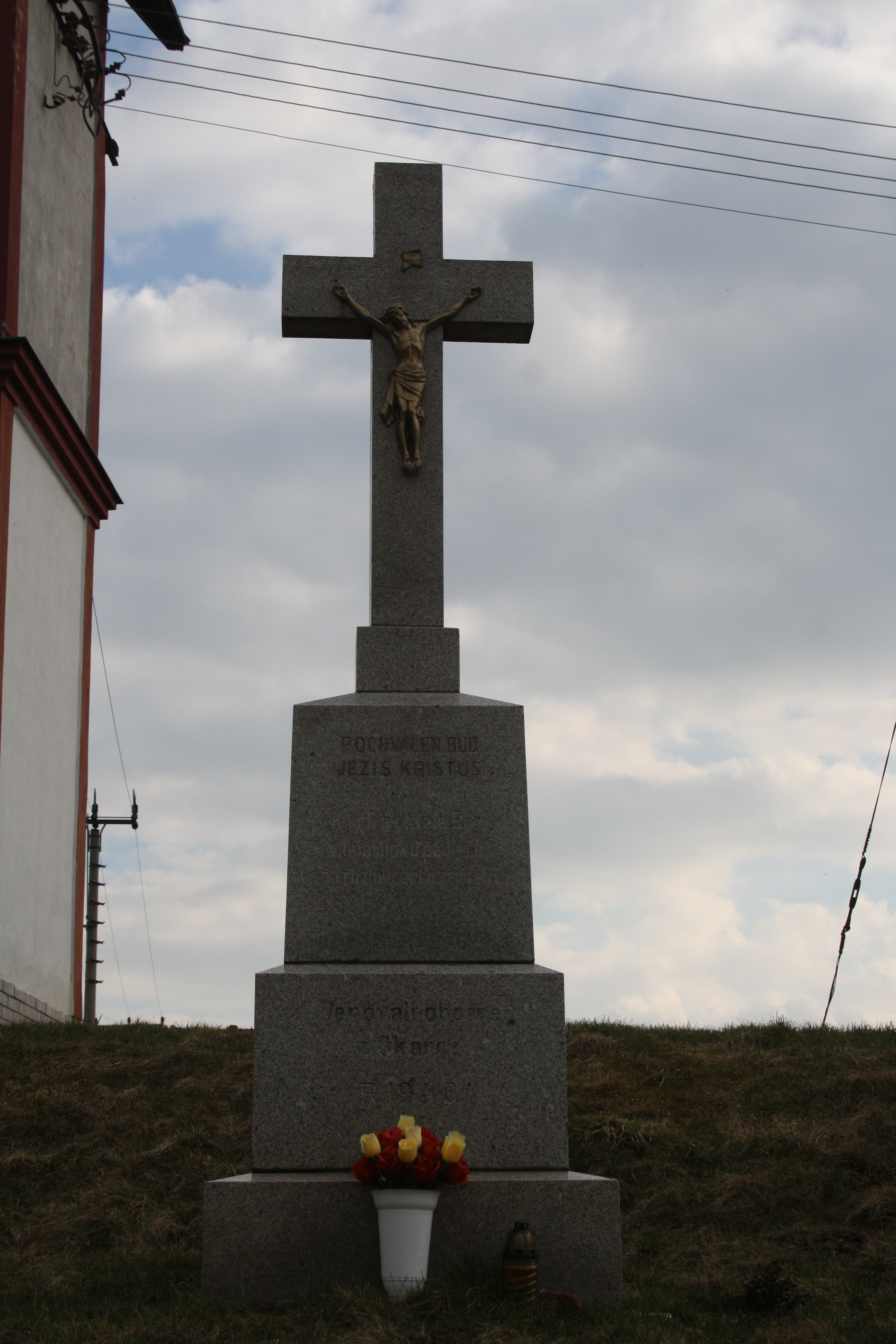
Kříž

## Osobnosti
- Petr Křička (1884–1949), spisovatel a překladatel, zemřel v Okarci